# Drobeta melagonia
Drobeta melagonia är en fjärilsart som beskrevs av George Francis Hampson 1910. Drobeta melagonia ingår i släktet Drobeta och familjen nattflyn. Inga underarter finns listade i Catalogue of Life.